# Mallorquín
Vous lisez un « bon article » labellisé en 2014.
Pour les articles homonymes, voir Mallorquin.
Le Mallorquín ou Majorquin (en catalan : Cavall Mallorquí) est une race de chevaux de selle à la robe noire, autochtone de Majorque, l'une des îles Baléares en Espagne, à laquelle il doit son nom. Il est très proche du cheval Minorquin, et souvent confondu avec lui. Vraisemblablement issu de chevaux celtiques et notamment du cheval catalan, il est introduit sur l'île de Majorque avec de nombreux croisements au XIXe siècle. La motorisation ayant raison de son développement, il manque de disparaître dans les années 1970.
Une association d'éleveurs se mobilise en 1981 pour sauver la race, et obtient l'ouverture d'un stud-book en 1988.  Il existe moins de 400 individus Mallorquíns recensés en 2012, mais leur utilisation dans les loisirs équestres les préserve désormais de l'extinction. Sobre et rustique, de taille moyenne et de constitution raffinée, le cheval Mallorquín reste essentiellement élevé à Majorque.

## Terminologie
La race est également connue sous les noms de Mallorquí et Mallorquina, elle tient son nom de l'île de Majorque (Mallorca, en catalan) dont elle est originaire. Dans bon nombre de publications concernant les races de chevaux, le Mallorquí et le Minorquin ne sont pas dissociés, et tous les chevaux des îles Baléares sont désignés sous le nom de « cheval des Baléares » ou « poney des Baléares »,,,,. Toutefois, le gouvernement des îles Baléares, le Ministerio de Agricultura, Alimentación y Medio Ambiente d'Espagne et la FAO distinguent très clairement les deux races.

## Histoire

### Origines
Les origines de la race sont obscures, Hendricks citant des ouvrages anciens qui lui attribuent une parenté avec les chevaux représentés sur les pièces et les vases grecs antiques, en raison notamment de sa crinière dressée. En 1953, une autre étude suppose que le Mallorquìn est le résultat de croisements entre des chevaux napolitains, espagnols, et des chevaux du Vatican au pelage noir.
Selon l'étude génétique menée sur les « races de chevaux celtiques espagnoles », le Mallorquín et le Minorquin sont tous deux liés au cheval catalan, désormais disparu. Le cheval catalan est lui-même le résultat de l'introgression des populations de chevaux celtiques, avec une forte influence génétique africaine sur une population originale introduite dans la péninsule Ibérique par les Celtes au VIIIe siècle av. J.-C.. L'étude a montré clairement le regroupement des deux races méditerranéennes du Minorquin et du Mallorquín, et une séparation nette avec les cinq races celtiques de l'Atlantique : l'Asturcón, le poney galicien, la Jaca Navarra, le Losino et le Pottok. Ces chevaux ont été vraisemblablement introduits sur leur île au milieu du XIXe siècle. Jusqu'au siècle suivant, l'entrée régulière de nouveaux chevaux sur Majorque, notamment depuis le nord de l'Espagne, favorise le brassage génétique en conférant notamment au Mallorquín sa robe noire caractéristique.

### Déclin et sauvegarde
Louis-Salvador de Habsbourg-Lorraine, archiduc d'Autriche, décrit cette race locale alors méconnue dans ses récits de voyage à travers les îles méditerranéennes. L'Encyclopedia for Horsemen de Summerhay parle d'un cheval d'origine très ancienne qui se rencontre autour de Palma. Le développement de la traction motorisée entraîne un abandon du cheval dès les années 1920,. Le Mallorquín subit également la concurrence d'autres races chevalines, notamment des Percherons et des Anglo-normands importés à Majorque, à tel point que la situation de la race devient critique dans les années 1970. Cette race n'attire pas l'attention des autorités espagnoles, d'où la difficulté à obtenir des informations fiables la concernant tant que perdure l'absence de réglementation à son sujet, jusqu'en 1989. En 1981, une association d'éleveurs se réunit pour sauver le Mallorquín, en sélectionnant en son sein un groupe d'individus homogènes, appelés à devenir la base du redémarrage de l'élevage. L'identification du Mallorquín remonte à 1985, grâce à la Patronato para las Razas Autóctonas de Mallorca (« autorité pour les races animales autochtones de Majorque »). La race ne survit alors que grâce à quelques éleveurs. Le morphotype officiel du Mallorquín est établi en 1988, avec l'ouverture du registre généalogue officiel à Madrid. Le stud-book est établi l'année suivante, avec une base de 33 chevaux. Un arrêté du ministère de l'agriculture et de la pêche (Conseller de Agricultura y Pesca) le 2 juin 2003, définit plus précisément le fonctionnement du stud-book de la race, qui sera géré par les éleveurs eux-mêmes.

## Description
La taille minimale requise est de 1,52 m pour les mâles et 1,48 m pour les femelles. De ce fait, la taille moyenne chez la race est d'1,62 m pour les mâles et 1,61 m pour les juments, pour un poids moyen de 456 à 467 kg. Le Mallorquín se rapproche, par sa conformation, du Pure race espagnole.
C'est un cheval eumétrique, de conformation sublongiligne comme l'atteste sa silhouette plutôt mince grâce à une structure osseuse raffinée, et dont le profil de tête est légèrement convexe. La tête est longue et sèche, de taille moyenne, surmontée d'oreilles courtes. Les yeux sont noirs et vifs, avec des orbites prononcées. Les naseaux sont proéminents. Il possède une crinière abondante et dressée, une encolure courte et peu épaisse, mais arquée. La poitrine est large, les côtes sont arrondies. Le dos est droit, mais présente une tendance à l'ensellement avec l'âge. La croupe est inclinée, la queue est basse.

### Robe
Le Mallorquín ne porte que la robe noire sous toutes ses variantes, un cheval d'une autre robe ne peut être enregistré. Des marques blanches en tête sont autorisées, à condition que leur taille soit limitée à celle d'une étoile en-tête. Les balzanes et autres marques des jambes sont interdites. Une étude génétique menée en 2005 sur les chevaux ibériques et celtibériques montre que le Mallorquín est toujours homozygote pour la robe noire, particularité qui a sans doute été renforcée par la sélection du registre généalogique. La couleur noire est fréquente chez les animaux domestiques de Majorque.

### Tempérament et entretien
L'animal est de caractère plutôt tranquille, très sobre et rustique, réputé pour sa solidité à toute épreuve. Les conditions climatiques de Majorque, qui comporte des sommets élevés, incluent la neige l'hiver et une importante chaleur l'été, auxquelles les animaux doivent résister.

## Utilisations

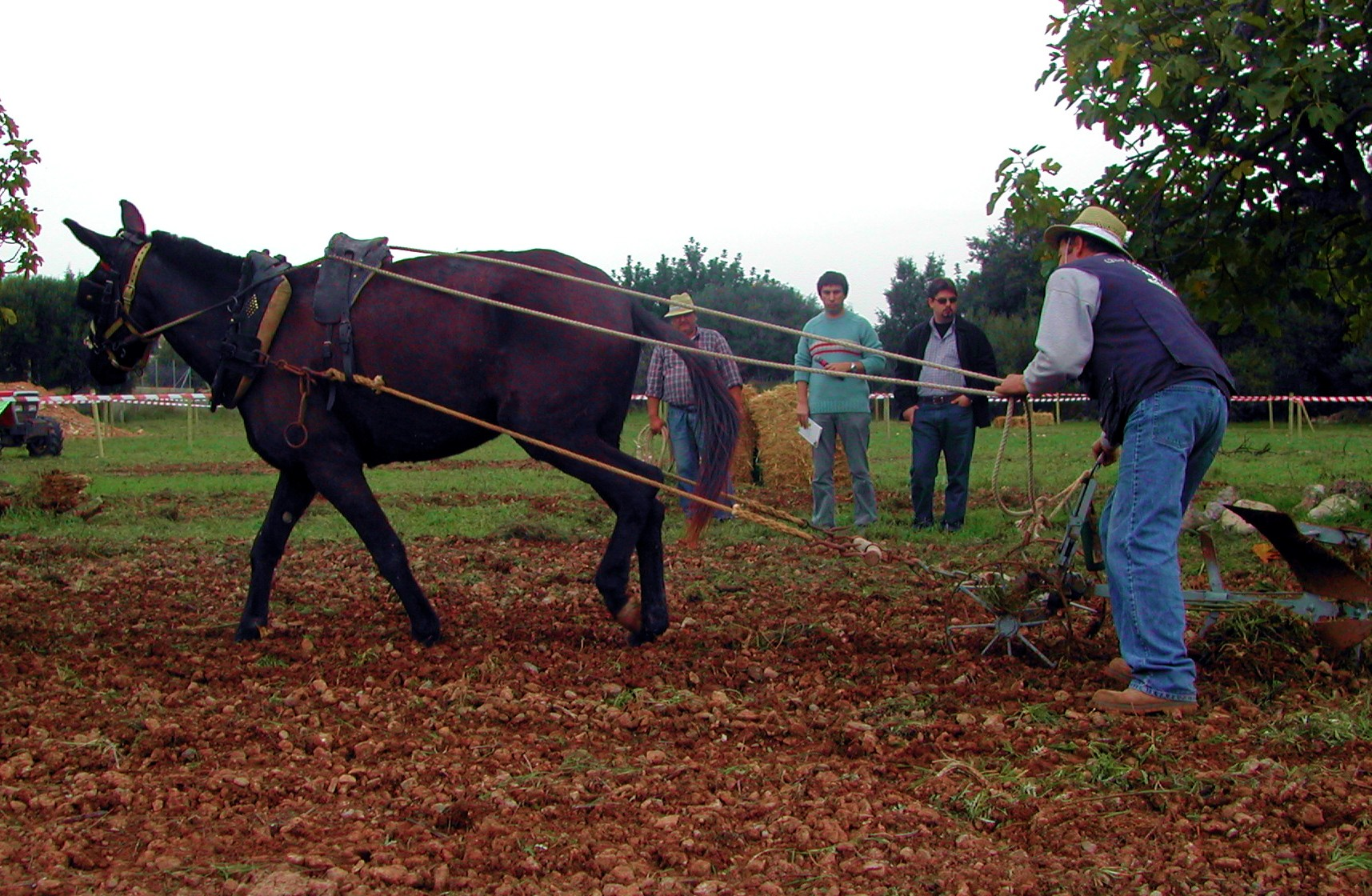
Une mule au travail de labour sur Majorque.

Traditionnellement, le Mallorquín a toujours été un cheval de travail, également utilisé pour faire naître des mules, ou plus rarement comme cheval d'attelage léger. Le marché de l'équitation de loisir a entraîné davantage d'élevage en race pure,, au point que l'utilisation comme cheval de loisir est désormais majoritaire. Il semblerait qu'il soit utilisé par la population locale comme cheval de selle, les travaux agricoles étant effectués dans ces îles par l'âne des Baléares. La police montée de Palma emploie aussi cette race locale.
Les juments Mallorquínes étaient autrefois élevées pour des étalons importés, généralement des trotteurs français ou des trotteurs Orlov, dans le but de produire le Trotador Español, ou trotteur espagnol. Environ 85 % de la population espagnole de trotteurs est située à Majorque. Toutefois, une étude génétique montre peu d'influence récente du Mallorquín sur la race du trotteur espagnol.

## Diffusion de l'élevage
Le Mallorquín est considéré comme une race locale. Il est listé dans le Catálogo Oficial de Razas de Ganado de España, parmi le groupe des races autochtones en danger d'extinction,. Son statut est consigné comme critique par la FAO en 2007. Autour de 2005, le nombre de Mallorquíns enregistrés au stud-book est de 247, mais un recensement effectué par le Ministerio de Medio Ambiente y Medio Rural y Marino en décembre 2001 en avait identifié 172 seulement,. En 2006, avec 250 chevaux répertoriés dans toute l'île, la race est considérée comme sauvée. Le 31 décembre 2012, 363 chevaux de la race sont recensés au total par le Ministerio de Agricultura, Alimentación y Medio Ambiente (Ministère de l'Agriculture, de l'Alimentation et de l'Environnement) espagnol. La population, bien que très faible, est plutôt stable.
La race se trouve principalement dans d'anciennes fermes sur son île d'origine, où elle s'élève en semi-liberté. Le gouvernement des îles Baléares (Govern de las Illes Balears) estime que les qualités de la race Mallorquíne entraînent un prix élevé sur le marché, qui assure sa stabilité et sa survie en tant que race. En décembre 2005, cette race a été présentée pour la première fois en France, lors du salon du cheval de Paris.